# James W. Morrison
Pour les articles homonymes, voir James Morrison et Morrison.
James W. Morrison, né le 15 novembre 1888 à Mattoon (Illinois) et mort le 15 novembre 1974 à New York City (New York), est un acteur américain.

## Biographie
James W. Morrison naît le 15 novembre 1888 à Mattoon (Illinois, États-Unis). Il étudie à l'université de Chicago puis à l'American Academy of Dramatic Arts de New York. Ensuite, la Vitagraph Company of America l'embauche pour un salaire de 25 $ par semaine, et fait ses débuts en 1911 dans un film de trente minutes, A Tale of Two Cities. James W. Morrison est l'un des principaux acteurs de la société de production Vitagraph entre 1911 et 1916.
En 1916, il signe un contrat avec Ivan Abramson d'Ivan Film Productions, figurant dans sept de ses mélodrames de 1916 à 1918. En 1917, Enlighten Thy Daughter est le plus populaire de ses films. En 1918, il apparaît dans Over the Top, dont il dira plus tard que celui-ci a été l'un de ses films préférés. James W. Morrison continue à jouer des rôles dans les années 1920, son dernier film ayant tourné en 1926.
Plus tard, James W. Morrison publie deux romans : Road End, en 1927, et April Luck, en 1932. Il enseigne le théâtre à la Packer Collegiate Institute de Brooklyn pendant de nombreuses années.
Il meurt le 15 novembre 1974 à New York City (New York), à l'âge de 86 ans.

## Filmographie partielle
- 1912 : A Cure for Pokeritis de Laurence Trimble
- 1914 : Children of the Feud de Ned Finley
- 1915 : L'Invasion des États-Unis (The Battle Cry of Peace) de Wilfrid North et J. Stuart Blackton
- 1917 : Un drame d'amour sous la Révolution (A Tale of Two Cities) de Frank Lloyd
- 1918 : Over the Top de Wilfrid North
- 1919 : Silence sacré (Sacred Silence) de Harry Millarde
- 1919 : Miss Dulcie from Dixie de Joseph Gleason
- 1921 : L'Enfant du passé (Sowing the Wind) de John M. Stahl
- 1922 : The Little Minister de David Smith
- 1922 : Handle with Care de Phil Rosen
- 1922 : Only a Shop Girl de Edward LeSaint
- 1923 : Le Mur (The Man Next Door) de Victor Schertzinger
- 1923 : The Nth Commandment de Frank Borzage
- 1924 : Wine of Youth de King Vidor
- 1926 : The Impostor de Chester Withey